# Cornucopia (album)
Cornucopia è l'album di debutto di Carmelo Pipitone, pubblicato nel 2018.

## Descrizione
Il disco è uscito il 16 novembre 2018 per "La Fabbrica Etichetta Indipendente". L’album, composto da 8 brani, ha una forte caratterizzazione folk e un chitarrismo poliedrico. 
La produzione è a cura di LEF (Lorenzo Esposito Fornasari) già con Pipitone negli O.R.k., il quale è anche presente come musicista in alcuni brani dell’album.

## Tracce
Testi e musiche di Carmelo Pipitone, eccetto dove indicato.
1. Talè – 2:32
2. Vertigini a cuore aperto – 3:26
3. Il potere – 2:24
4. Come tutti – 2:47 (testo: Alex Boschetti)
5. L'acqua che hai ingoiato – 2:10
6. Attentato a Dio – 2:06
7. Meglio andare (feat. LEF) – 4:06
8. Sospeso – 2:43

## Formazione
- Carmelo Pipitone – voce, chitarra e percussioni
- Lorenzo Esposito Fornasari (LEF) – voce, pianoforte e tastiere

## Altri crediti
- Lorenzo Esposito Fornasari – Produzione e missaggio
- Carol Alabrese - Fotografia